# Margit Fischbach

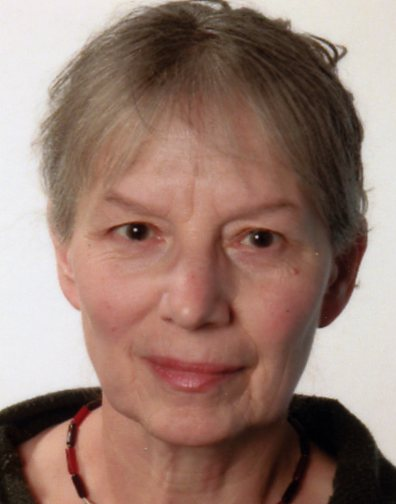
Margit Fischbach 2011

Margit Fischbach (* 6. Oktober 1949 in Karlsruhe) ist eine deutsche Gymnasiallehrerin. Sie gilt als „Internetpionierin“ und u. a. die Gründerin der Zentrale für Unterrichtsmedien im Internet e.V. Sie hat dazu beigetragen, dass das Internet in seiner Verbreitungsphase auch unter Lehrern bekannt wurde.

## Lebenslauf
Margit Fischbach legte 1968 das Abitur am Bismarck-Gymnasium Karlsruhe ab. Von 1968 bis 1973 studierte sie Latein und Geschichte an der Universität Freiburg und absolvierte 1974/75 ihre Referendarzeit am Grimmelshausen-Gymnasium Offenburg und dem Droste-Hülshoff-Gymnasium Freiburg, bevor sie 1975 als Studienrätin dem Scheffel-Gymnasium Lahr zugewiesen wurde.
Über das Mönchsee-Gymnasium Heilbronn (1976/77) und das Matthias-Grünewald-Gymnasium in Tauberbischofsheim (1977–1985) gelangte sie schließlich 1985 an das Theodor-Heuss-Gymnasium Freiburg. Von 1996 bis 1998 wurde sie in Teilzeit an das damalige Landesinstitut für Erziehung und Unterricht in Stuttgart (heute Landesinstitut für Schulentwicklung) in den Arbeitsbereich Multimediales Lehren und Lernen abgeordnet.

## Internetaktivitäten
Margit Fischbach etablierte 1995 die Webseite „Das WWW als Lehr- und Lernhilfe“, die große Beachtung fand und aus der sich bald eine Tauschbörse für Unterrichtsmaterialien entwickelte. Durch unermüdliche Vorträge (u. a. im Rahmen der Aktion Schulen ans Netz) förderte sie die Akzeptanz für neue Medien in der Lehrerschaft und es kam bald zur Gründung des gemeinnützigen Vereins Zentrale für Unterrichtsmedien im Internet. Fischbach war von der Vereinsgründung 1997 bis 2005 Vorsitzende des Vereins, als dessen Ehrenvorsitzende sie noch immer tätig ist. Gemeinsam mit ihrem Ehemann Karl-Friedrich Fischbach gründete sie zudem 1998 das soziale Netzwerk Seniorentreff im Internet, dem sie sich seit ihrer Pensionierung 2010 hauptsächlich widmet.

## Auszeichnung
Am 20. Januar 2023 wurden Margit Fischbach und ihr Mann Karl-Friedrich Fischbach mit der Staufermedaille ausgezeichnet und als „Pioniere der digitalen Bildung“ gewürdigt. In der Laudatio hieß es, das Ehepaar habe „früher als andere erkannt, dass gerade das Internet vielfältige Möglichkeiten bietet, die Bildungslandschaft in Deutschland zu bereichern“.

## Veröffentlichungen
- Unterrichtsmaterialien im Cyberspace. In: RTL Businessletter. Sonderausgabe zur Tagung Medien und Schule 1996, S. 37
- Vom Informationsmeer zum Mehr an Information: Die Zentrale für Unterrichtsmedien im Internet. In: medien praktisch. Heft 2/97, S. 18–23
- mit Joachim Lerch: Vom Meer der Information zum Mehr an Information. In: tu. Zeitschrift für Technik im Unterricht. 1. Quartal 1997, S. 46
- mit Claus Meyer-Bothling, Monika Binder: ZUM / Zentrale für Unterrichtsmedien im Internet. In: Abstracts of the European Conference on Educational Uses of the Internet and European Identity Construction. In-Tele 1998, S. 59–60 (Strasbourg)
- mit Ralf Wimmers: Lehrer-Kursbuch Internet. Einführungen, Tipps und kommentierte Adressen. Cornelsen Scriptor. 208 Seiten, 3. aktualisierte Auflage, Berlin 2001
- mit Klaus Dautel: ZUM – Zentrale für Unterrichtsmedien. In: Profil. Das Magazin für Gymnasium und Gesellschaft 5/2003, S. 13
- Jetzt wird's CLEVER In: Profil. Das Magazin für Gymnasium und Gesellschaft 9/2003, S. 12